# 쉐도우 코퍼레이션 (e스포츠)
쉐도우 코퍼레이션(Shadow Corporation)는 2023년에 창단한 대한민국의 발로란트 프로게임단이다.
2023년 12월 18일, 해체되었다.

## 연혁

### 발로란트
- 2023년 1월 26일: Shadow Corporation 창단
- 2023년 4월 4일: 광주광역시와 네이밍 스폰서 계약 체결 및 GJ Shadow로 팀명 변경
- 2023년 12월 18일: 해체

## 주요 성적

### 발로란트
- 2023 WCG 발로란트 챌린저스 코리아 스테이지 1 4위
- 2023 WCG 발로란트 챌린저스 코리아 스테이지 2 5위

## 같이 보기
- 쉐도우 코퍼레이션 (창단기업)